# Sidaminae
Sous-famille
Les Sidaminae sont une sous-famille d'opilions laniatores de la famille des Assamiidae.

## Distribution
Les espèces de cette sous-famille se rencontrent en Afrique subsaharienne et en Asie du Sud.

## Liste des genres
Selon World Catalogue of Opiliones (22/06/2021) :
- Amhara Pavesi, 1897
- Blantyrea Roewer, 1912
- Bundelkhandia Turk, 1945
- Congolla Roewer, 1935
- Edeala Roewer, 1927
- Eusidama Roewer, 1913
- Fizibius Roewer, 1961
- Indosidama Turk, 1945
- Lisposidama Lawrence, 1962
- Lukandamila Roewer, 1961
- Metasidama Roewer, 1915
- Neosidama Roewer, 1915
- Orsimonia Roewer, 1935
- Scabrosidama Lawrence, 1962
- Sidama Pavesi, 1895
- Vilhena Lawrence, 1949

## Publication originale
- Roewer, 1935 : « Alte und neue Assamiidae. Weitere Weberknechte VIII (8. Ergänzung der "Weberknechte der Erde" 1923). » Veröffentlichungen aus dem Deutschen Kolonial- und Übersee-Museum in Bremen, vol. 1, no 3, p. 1–168.